# Powiat de Koszalin
Le powiat de Koszalin (en polonais : powiat koszaliński) est un powiat appartenant à la voïvodie de Poméranie occidentale dans le nord-ouest de la Pologne.

## Division administrative

Carte du powiat

Le powiat de Koszalin comprend 8 communes :
- 3 communes urbaines-rurales : Bobolice, Polanów et Sianów ;
- 5 communes rurales : Będzino, Biesiekierz, Manowo, Mielno et Świeszyno.